# Chek Lap Kok
Chek Lap Kok (kinesiska: 赤鱲角) är en ö i Hongkong (Kina). Den ligger i den västra delen av Hongkong. Arean är 12,5 kvadratkilometer. Hongkongs internationella flygplats är belägen på ön.
Terrängen på Chek Lap Kok är mycket platt. Öns högsta punkt är 60 meter över havet. Den sträcker sig 3,9 kilometer i nord-sydlig riktning, och 5,7 kilometer i öst-västlig riktning.  I omgivningarna runt Chek Lap Kok växer i huvudsak städsegrön lövskog.